# Florentino Pérez
Florentino Pérez Rodríguez (Madrid, 8 marzo 1947) è un imprenditore e politico spagnolo, presidente del Real Madrid dal 2009, dopo aver guidato il club spagnolo anche dal 2000 al 2006.
Dal 1997 dirige la società di ingegneria ACS Actividades de Construcción y Servicios.
A maggio 2022 il suo patrimonio è stimato in 2 miliardi di euro, cosa che lo colloca al 12º posto tra i più ricchi di Spagna (secondo Forbes). È attualmente presidente anche dell'omonima squadra di pallacanestro Real Madrid Baloncesto che milita nella massima serie spagnola. È membro dell'ECA, l'European Club Association.

## Biografia
Laureatosi in ingegneria civile all'Università politecnica di Madrid, nel 1979 aderì al partito dell'Unione del Centro Democratico, col quale fu eletto nel consiglio comunale di Madrid.
Durante questo periodo ha ricoperto varie cariche nella Pubblica amministrazione come quella di delegato dei Servizi Igienico-Sanitari e dell'Ambiente della città di Madrid (1976-1979), direttore generale aggiunto per la promozione dei trasporti del ministero dell'Industria e dell'Energia (1979-1980), direttore generale delle infrastrutture di trasporto del ministero dei Trasporti (1980-1981) e presidente dell'IRYDA del ministero dell'Agricoltura (1981-1982).
Nel 1986 partecipò alle elezioni generali spagnole con il Partito Riformista Democratico.

### Imprenditore
Self-made man, nel 1983 si dedicò all'iniziativa privata diventando nello stesso anno amministratore delegato di Construcciones Padrós, S.A., società di cui era uno dei principali azionisti.
Nel 1991 è entrato a far parte del consiglio di amministrazione della Société Auxiliaire d'Entreprises (SAE), una società di costruzioni francese coinvolta nel gruppo edile Obras de Construcción y Instalaciones, S.A. (OCISA). Nel 1993 è nominato presidente di OCP Construcciones S.A. (risultato dalla fusione di Construcciones Padrós e OCISA), nel 1997, con la fusione di OCP con Ginés y Navarro, diventa presidente del Gruppo ACS (Actividades de Construcción y Servicios, S.A).
Come presidente di ACS è stato premiato come miglior imprenditore per la sua carriera professionale dalla rivista Actualidad Económica nel 1999. Tra le pietre miliari più importanti alla guida di ACS ci sono l'acquisizione del Gruppo Dragados nel 2003, una partecipazione di controllo della tedesca Hochtief nel 2007 e, nel 2018, l'acquisto congiunto di Abertis con il gruppo italiano Atlantia della famiglia Benetton.
ACS è presente in cinque continenti ed è quotata all'IBEX-35 della Borsa di Madrid con una capitalizzazione di oltre 21,9 miliardi di euro. La sua presenza internazionale si concentra principalmente in Australia, Stati Uniti, Canada, Germania e Spagna.
Il 1º aprile 2021 ACS ha venduto ai francesi di Vinci per 4,9 miliardi di euro (di cui 600 milioni in contanti) il controllo della divisione industriale (energia) Cobra. Negli stessi giorni Pérez ha mostrato interesse per rilevare la quota di Aspi (Autostrade per l'Italia della famiglia Benetton) offrendo fino a 10 miliardi di euro, quindi una cifra superiore ai 9,1 miliardi messi sul tavolo dalla cordata guidata da Cdp (Cassa depositi e prestiti).

### Real Madrid
Nel 1994 concorse per la prima volta alle elezioni presidenziali del Real Madrid, denunciando la cattiva situazione finanziaria del club e accusando l'esecutivo di pessima gestione ma fu sconfitto dall'emergente Ramón Mendoza per 700 voti. Il 17 luglio 2000 si ricandidò alla presidenza del club superando il presidente uscente Lorenzo Sanz: decisiva per la vittoria di Pérez fu la promessa, a campagna elettorale in corso, di portare al Real Madrid l'idolo dei tifosi del Barcellona Luís Figo, il quale fu acquistato poco tempo dopo la sua elezione.
Nel 2004 Pérez fu rieletto con il 94,2% dei voti. Con l'acquisto di Luís Figo nel 2000, successivo alla vendita del centro di allenamento (la Ciudad Deportiva), inaugurò una strategia societaria improntata all'acquisto dei più grandi campioni del calcio mondiale. Nel 2001 fu acquistato Zinédine Zidane, nel 2002 Ronaldo e nel 2003 David Beckham. Nel 2004 fu la volta di Michael Owen, mentre nel 2005 arrivò a Madrid Robinho. Fino al 2003 la strategia dei cosiddetti galácticos ("galattici") diede ottimi frutti: il Real Madrid vinse due campionati, una UEFA Champions League, una Supercoppa UEFA, una Coppa Intercontinentale e due Supercoppe di Spagna. Di lì a poco, tuttavia, una serie di scelte tecniche discutibili e i problemi dovuti alla convivenza di tanti campioni, aprirono un periodo di crisi, iniziato con il controverso esonero dell'allenatore Vicente del Bosque nell'estate del 2003, dopo che il tecnico aveva condotto la squadra alla vittoria del campionato e alle semifinali di UEFA Champions League. A Pérez fu inoltre rimproverata la cessione di Claude Makélélé, centrocampista di contenimento fondamentale per gli equilibri tattici della squadra e al quale non fu rinnovato il contratto scaduto nel 2003.
Negli anni a venire il presidente acquistò un numero considerevole di giocatori d'attacco, ma gli arrivi di Michael Owen, Júlio Baptista e Robinho non garantirono i risultati sperati. Pérez si dimise il 27 febbraio 2006, tracciando la strada per un cambiamento radicale a livello societario.
Il 14 maggio 2009 annunciò ufficialmente la propria ricandidatura alla presidenza del club: da unico candidato, fu rieletto il 1º giugno seguente.
Dopo l'insediamento intraprese nuovamente la politica dei galácticos che aveva già caratterizzato la sua prima era al Real Madrid. Il primo acquisto di calciomercato fu quello del brasiliano Kaká, arrivato per 67,2 milioni di euro dal Milan e annunciato il 9 giugno 2009. L'11 giugno il Manchester United annunciò di aver accettato l'offerta madridista di 80 milioni di sterline, equivalenti a 93 milioni di euro, per il portoghese Cristiano Ronaldo: la cifra ne fece, allora, l'acquisto più esoso nella storia del calcio. La faraonica campagna acquisti del Real Madrid di Pérez proseguì con l'ingaggio del francese Karim Benzema dal Lione per 35 milioni di euro, del difensore spagnolo Raúl Albiol per 15 milioni e dei connazionali Álvaro Arbeloa, difensore, e Xabi Alonso, centrocampista, entrambi del Liverpool e costati rispettivamente 3,5 e 28 milioni di euro.
Nel triennio seguente la squadra vinse un campionato, una Coppa del Re e 2 Supercoppe di Spagna, ma non tornò alla gloria in ambito continentale. Nel 2012 Pérez concluse l'acquisto dal Tottenham, per 42 milioni di euro, del croato Luka Modrić, che si sarebbe poi aggiudicato il Pallone d'oro 2018. Nel 2013 fu acquistato anche il gallese Gareth Bale per 101 milioni di euro. Durante la sessione estiva di calciomercato del 2014, infine, il presidente acquistò il centrocampista tedesco Toni Kroos per 30 milioni di euro e il trequartista colombiano James Rodríguez per una cifra compresa tra gli 80 e gli 85 milioni di euro.
Nel 2013-2014 il Real Madrid tornò a vincere la UEFA Champions League dopo dodici anni. Nel triennio seguente giunsero altri successi nella manifestazione, nella Supercoppa UEFA e nella Coppa del mondo per club.
Il 13 aprile 2021 Pérez fu rieletto presidente del Real Madrid fino al 2025. Durante i suoi due periodi di presidenza, la sezione calcistica del club ha vinto 7 campionati, 3 Coppe del Re, 7 Supercoppe di Spagna, 7 UEFA Champions League, 6 Supercoppe UEFA, 2 Coppe Intercontinentali e 5 Coppe del mondo per club, per un totale di 37 trofei ufficiali, cinque in più di quelli vinti durante la gestione di Santiago Bernabéu.
Data la scadenza della sua candidatura, Pérez si ripresenta come unico candidato e nella sera del 19 gennaio viene rieletto nuovamente come presidente del Real Madrid fino al 2029.

## Vita privata
Era sposato con María Ángeles "Pitina" Sandoval Montero, morta il 22 maggio 2012. Ha tre figli: María Ángeles, Eduardo e Florentino Jr.